# Демчук Андрій Олександрович
Андрій Олександрович Демчук — український спортсмен-важкоатлет, тренер національної збірної України з пауерліфтингу.

## Біографія
Народився 11 грудня 1974 року в селі Загороща Рівненської області Української СРСР.
У 1997 році закінчив Рівненський педагогічний інститут (зараз — Рівненський державний гуманітарний університет).
Важкою атлетикою почав займатися в 1986 році, у тренера Володимира Гордійчука. Потім працював з Миколою Авраменко. Виступав за спортивні товариства Колос і Збройні сили, у ваговій категорії до 91 кг. У 1995—1996 роках входив до складу збірної команди України.
Після закінчення спортивної кар'єри зайнявся пауерліфтингом, ставши тренером національної збірної України з цього виду спорту. Також працює начальником Рівненського регіонального центру «Інваспорт». Одружений з Наталією Бардою, українською самбісткою, дзюдоїсткою та тренеркою.
21 серпня 2020 року став кавалером ордену «За заслуги» III ступеня.

## Спортивні досягнення
Переможець Кубка світу і чемпіонату Європи серед юніорів 1994 року. Чемпіон України в 1995—1997 роках, срібний призер в 1998 році. Володар Кубка України 1996—1998 років. Поставив два рекорди України. Учасник Олімпійських ігор 2000 року в Сіднеї.

## Тренерські досягнення
Заслужений працівник фізичної культури і спорту України, Заслужений тренер України з пауерліфтингу, особистий тренер Курова Романа, Чайковської Ольги, Семенюк Любові.